# Saison cyclonique 2000 dans l'océan Atlantique nord
La saison cyclonique 2000 dans l'océan Atlantique nord s'étire officiellement le 1er juin au 30 novembre, dates qui délimitent la période durant laquelle il est le plus probable qu'un cyclone tropical se forme. En 2000, le premier système est apparu le 7 juin et le dernier s'est dissipé le 29 octobre mais le gros de l'activité s'est concentré entre août et octobre. 
La saison a été active à tous points de vue à cause de l'événement La Niña qui perdurait depuis plus d'un an menant à la formation de plusieurs ouragans cap verdien. Une autre facteur contribuant à cette activité est le basculement de l’Oscillation atlantique multidécennale en phase positive, alors qu'elle était en phase négative jusqu'au milieu des années 1990. 

## Bilan

Série de l'indice de l'Oscillation atlantique multidécennale, mettant en évidence une oscillation positive, et donc favorable à la cyclogénèse tropicale dans l'Atlantique, depuis 1995

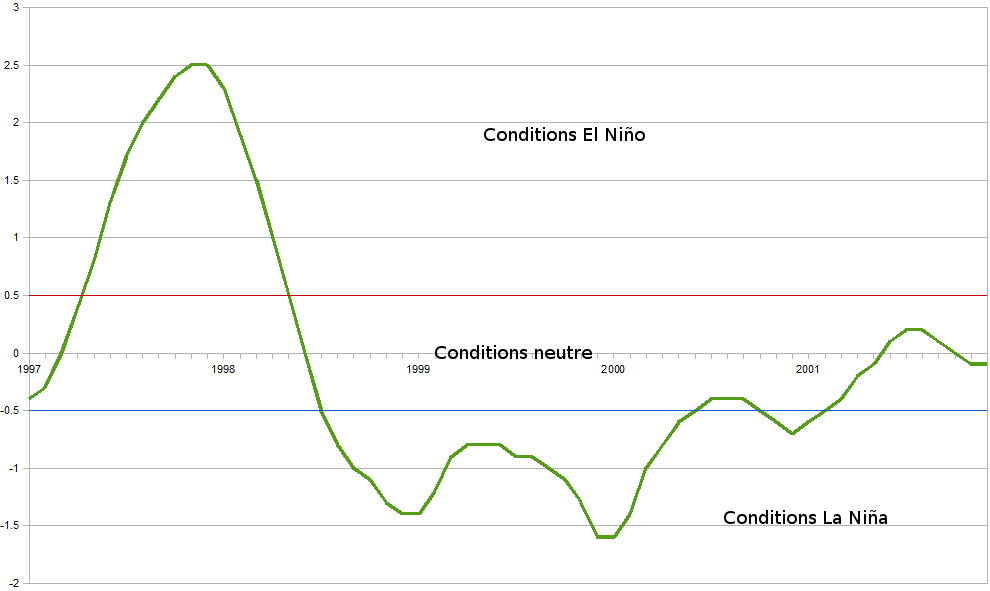
L'indice océanique El Niño, qui met en évidence les conditions La Niña, c'est-à-dire les conditions froides de l'oscillation, en 2000.

La saison a été plutôt active, avec 14 systèmes nommés, 8 ouragans dont 3 majeurs. Elle peut être comprise en considérant différents phénomènes climatiques.
Un élément de compréhension particulier est l'Oscillation atlantique multidécennale, qui est en phase positive depuis 1995. Elle a alimenté une hausse de la Température de surface de la mer qui favorise la cyclogénèse tropicale. Une autre oscillation, l'El Niño - Southern Oscillation était en phase négative durant la saison 2000, et a favorisé une saison active. Le graphique met en évidence l'évolution de l'indice qui permet d'évaluer cette oscillation. La dernière oscillation majeure qui aurait pu joué un rôle est l'Oscillation quasi biennale. Durant la saison, elle est passée d'une phase d'ouest à une phase d'est. Cela signifie qu'à haute altitude dans la stratosphère, les vents étaient d'est, alors qu'à plus basse altitude dans la stratosphère, les vents étaient d'ouest. L'influence globale semble avoir été neutre. La persistance du creux barométrique tropicale de la haute troposphère durant la saison a eu une influence négative sur l'activité. Ainsi, de manière très générale, la saison fut modérément active et sans excès.
La climatologie de la saison a connu diverses particularités. La saison s'est uniquement déroulé durant les mois d'août, septembre et octobre. De plus, malgré l'événement La Niña, qui renforce l'activité dans l'Atlantique tropicale, quatre cyclones tropicaux se sont dissipés sous les tropiques, à savoir la tempête tropicale Chris, l'ouragan Debby, la tempête tropicale Ernesto et l'ouragan Joyce. Cette singularité est liée à la persistance du creux barométrique tropicale de la haute troposphère durant la saison. Enfin, même si cela s'est produit de manière moins marqué qu'en 2001, l'Atlantique subtropicale, et particulièrement sa portion est, a connu une activité plutôt élevée. 
Les États-Unis ne furent frappés par aucun ouragan durant cette saison, et d'une manière générale, furent peu touchés. Seuls deux tempêtes tropicales toucheront leur sol (toutefois, l'ouragan Gordon a été un ouragan avant de toucher les États-Unis). Cette caractéristique se retrouvera l'année suivante. 
Seulement deux dépressions tropicales se formèrent ce mois ci, caractéristique se retrouvera à l'identique l'année suivante. En moyenne, il se forme une tempête tropicale tous les deux ans en juin dans le bassin atlantique. Tout comme en 1999 et 2001, aucune activité cyclonique ne se produit en juillet. Le mois d'août aura été un peu plus actif que la moyenne, avec la formation de deux tempêtes tropicales et deux ouragans. Alberto marquera ce mois, pour sa longévité remarquable. Il pointe ainsi à la deuxième position pour les cyclones du mois d'août, et à la septième position tout mois confondus. L'influence de l'oscillation de Madden-Julian a joué un rôle inhabituelle, en perdant une recrudescence de la cyclogénèse tropicale durant la deuxième décade du mois d'août.
La saison cyclonique se rattrape par la suite avec 7 cyclone nommé en septembre, assez proche du record de 2002 et de 2007. Un tel niveau d'activité égalait le record de l'époque établi en 1998. De même, la formation de cinq ouragans égale le record de 1998 . L'oscillation de Madden-Julian a de nouveau joué un rôle inhabituelle. Elle a favorisé une rare succession de cyclogénèse tropicale, 6 en tout, durant les deux dernières décades de septembre. Le cyclone le plus notable fut sans doute Keith. Se creusant rapidement pour devenir le cyclone le plus intense de la saison, elle frappera ensuite l'Amérique Centrale en semant la mort et la désolation sur son passage. Le nom de Keith sera d'ailleurs le seul nom retiré de la liste des noms (voir ci-dessous).
Il atteindra également en trois occasions différentes le stade d'ouragan. 
L'activité du mois d'octobre a été un peu au-dessus de la moyenne. Durant ce mois se sont formés deux tempêtes tropicales et un ouragan. L'oscillation de Madden Julian jouera pour la dernière fois un rôle plus prépondérant qu'à l'accoutumé, en permettant à l'Ouragan Michael et la tempête tropicale Nadine de se former en fin de deuxième décade. Nadine sera d'ailleurs le dernier cyclone tropical de la saison. 
La perturbation à l'origine de Leslie apportera des pluies torrentielles qui dévasteront la Floride. Malgré cela, le nom de Leslie ne fut cependant pas retiré, car le cyclone n'était pas encore nommé lorsqu'il traversa la péninsule.

### Noms des tempêtes 2000
La liste des noms utilisée pour nommer les tempêtes et les ouragans pour 2000 était exactement la même que celle de 1994. À la suite des dégâts importants qu'il a causés et selon la tradition, le nom Keith a été retirés pour être remplacés par Kirk en 2006. Joyce, Michael, et Nadine sont utilisés pour la première fois lors de cette année 2000. Ceux en gris n'ont pas été utilisés.
| - Alberto - Beryl - Chris - Debby - Ernesto - Florence - Gordon | - Helene - Isaac - Joyce - Keith* - Leslie - Michael - Nadine | - Oscar - Patty - Rafael - Sandy - Tonny - Valerie - William |

* Ces noms ont été retirés de la liste de l'Organisation météorologique mondiale.

### Classification selon l'énergie des systèmes
| ACE (104 kt2) – Storm | ACE (104 kt2) – Storm | ACE (104 kt2) – Storm | ACE (104 kt2) – Storm | ACE (104 kt2) – Storm | ACE (104 kt2) – Storm |
| --------------------- | --------------------- | --------------------- | --------------------- | --------------------- | --------------------- |
| 1                     | 36.9                  | Alberto               | 8                     | 3.48                  | Helene                |
| 2                     | 28.4                  | Isaac                 | 9                     | 3.35                  | Gordon                |
| 3                     | 12.2                  | Keith                 | 10                    | 1.33                  | Leslie                |
| 4                     | 8.49                  | Florence              | 11                    | 1.24                  | Nadine                |
| 5                     | 7.55                  | Joyce                 | 12                    | 0.89                  | Beryl                 |
| 6                     | 5.83                  | Debby                 | 13                    | 0.74                  | Ernesto               |
| 7                     | 5.08                  | Michael               | 14                    | 0.12                  | Chris                 |
| Total= 115,6 (116)    |                       |                       |                       |                       |                       |

Le tableau de droite montre l'énergie des systèmes de 2000 selon l'algorithme Accumulated Cyclone Energy (ou ACE) du National Weather Service qui est en gros une mesure l'énergie dégagée instantanément multipliée par sa durée de vie. 

### Chronologie des événements
* Ces noms ont été retirés de la liste de l'Organisation météorologique mondiale.

## Cyclones tropicaux

### Dépression tropicale Un
Une onde tropicale arrive en baie de Campêche le 6 juin. Le lendemain, elle devient la première dépression tropicale de la saison. Elle restera désorganisée, et se dissipera le 8. Les restes de la dépression apporteront de la pluie au Mexique.

### Dépression tropicale Deux
La dépression tropicale Deux se forme à partir d'une onde tropicale inhabituellement plus à l'Ouest et au Sud par rapport à la moyenne, et se déplaça inhabituellement vite, à 30-35 kilomètres à heure. Il est possible qu'elle ait soutenu des vents à 35 nœud dans la journée du 23, ce qui aurait suffi à définir la première tempête tropicale, mais les données de surfaces manquent pour trancher.

### Ouragan Alberto
Une onde tropicale solidement organisée présent dès le 30 juillet au-dessus de l'Afrique centrale rejoint l'Atlantique le 3 août. Elle se sépare en deux entités, l'onde tropicale la plus au Sud étant à l'origine de Beryl. La dépression tropicale Trois se forme ainsi au Sud-Est du Cap-Vert, très près des côtes, et devient la tempête tropicale Alberto. Il s'oriente alors classiquement vers l'Ouest, puis tourne progressivement au Nord. Il atteint un premier pic le 7 en tant qu'ouragan de catégorie 2, puis le 12 en tant qu'ouragan de catégorie 3, puis le 20 de nouveau en tant qu'ouragan de catégorie 2. Alberto aura à chaque fois faiblit en tempête tropicale entre ces trois moments, et qui fait qu'il a atteint le statut d'ouragan en trois occasions séparées.
 Il deviendra extratropical le 23. Il aura ainsi parcouru 10 500 kilomètres à travers l'Atlantique, lui assurant une deuxième position en la matière. Il sera de plus le deuxième cyclone d'un mois d'août, et le septième tous mois confondus, sur le plan de la longévité.

### Dépression tropicale Quatre
Un creux barométrique qui s'est détaché d'une zone frontale sert de point de départ à la formation de la dépression tropicale Quatre à 650 kilomètres à l'Est de Cap Canaveral. La circulation cyclonique était limitée, et ne se creusera jamais. La zone couverte par les vents de la dépression était anormalement petit, de l'ordre de 20 kilomètres de diamètre. Après avoir fait un demi-tour, la dépression se dissipe le 11.

### Tempête tropicale Beryl
Une onde tropicale solidement organisé présent dès le 30 juillet au-dessus de l'Afrique centrale rejoint l'Atlantique le 3 août. Elle se sépare en deux entités, l'onde tropicale la plus au Nord étant à l'origine de Alberto. Il faudra attendre le 14 août pour que cette onde, alors au Nord Ouest du Yucatan, devienne la tempête tropicale Beryl. Les prévisionnistes craignent un temps un renforcement rapide de Beryl en ouragan. Mais la présence d'un air sec à moyenne altitude combinée à un cisaillement du vent lui empêcheront de concrétiser cette possibilité. Beryl touchera terre à 55 kilomètres au Nord de La Pesca, avant de rapidement se dissiper.
Le Texas sera épargné, mais le Tamaulipas connaîtra des précipitations importantes, parfois plus de 100 millimètres, qui provoqueront la mort par noyade d'une personne, et des dommages évalués à 27 400 dollars.

### Tempête tropicale Chris
Une onde tropicale quitte la côte Africaine le 12 août. Faiblement organisé, elle devient la dépression tropicale Six à 1 000 kilomètres à l'Est des Antilles. Son déplacement vers l'Ouest persiste, menaçant un temps les Antilles. Cependant, l'environnement lui est défavorable, et aucun creusement n'est observé. Durant quelques heures, elle atteint le statut de tempête tropicale, et est nommé 'Chris le 18 août. Le cisaillement du vent finira par disperser la dépression tropicale le lendemain.

### Ouragan Debby
Une puissante onde tropicale quitte la côte Africaine le 16 août. Une circulation cyclonique se met rapidement en place, mat elle n'est suffisamment organisée qu'à partir du 19 pour identifier Septième dépression tropicale. Elle est nommée 'Debby le lendemain, tout en continuant son mouvement vers l'Ouest Nord Ouest. Ouragan le 21, elle menace alors les Antilles. Le 22 août, toujours ouragan mais ayant perdu de la puissance, elle touche trois fois terre, à la Barbade, à Saint-Barthélemy et à Virgin Gorda. Affaibli, elle passera juste au Nord de Porto Rico, avant de se dissiper au Sud de Cuba.
Un décès lui est indirectement imputé. Elle amènera des pluies torrentielles, particulièrement à Porto Rico où les cumuls atteignent jusqu'à 300 millimètres. Le coût des dégâts s'élèvent à un demi-million de dollars pour l'île. De nombreuses autres îles antillaises seront affectées, sans qu'il n'y ait un caractère de gravité.

### Tempête tropicale Ernesto
Une onde tropicale arrive en Atlantique le 28 août. L'onde devient la dépression tropicale Huit le 1er septembre, à mi-chemin entre Afrique et Antilles. Elle se renforce en tempête tropicale le lendemain, et est baptisé Ernesto. Le cisaillement du vent interdit toute intensification à Ernesto, qui continue son déplacement plutôt rapide vers l'ouest-nord-ouest. Il se dissipera le lendemain, sans avoir touché les Antilles.
Ernesto ne fut suivi que par satellite et il persiste un doute sur le fait qu'il est effectivement atteint le statut de cyclone tropical. En effet, les données se contredisent, certaines montrant qu'il avait une circulation cyclonique fermée, alors que d'autres montrent que la dépression est resté ouverte, faisant d'Ernesto une puissante onde tropicale, mais sans plus.

### Dépression tropicale Neuf
L'interaction entre un creux barométrique de surface est une activité orageuse locale donne naissance à 300 kilomètres au Sud de la Louisiane à la dépression tropicale Neuf. Remontant vers la côte, elle n'aura pas le temps de se développer. Elle touchera terre le 9 septembre à Sabine Pass. Son passage sur les terres n'aura eu aucune conséquence.

### Ouragan Florence
Un front stationnaire au-dessus de l'Ouest de l'Atlantique subtropicale donne naissance dans la soirée du 10 septembre à la dépression subtropicale Une à 600 kilomètres à l'Ouest Sud Ouest des Bermudes. Sous l'influence d'une modeste crête barométrique à l'Est, elle se déplace sans conviction vers l'Ouest. La dépression prend des caractéristiques tropicales le 11, est nommée quelques heures plus tard, et devient dans la soirée un faible ouragan. Dans la journée du 12, Florence perd puis récupère son statut d'ouragan. Le 13, Florence rebrousse chemin, la crête barométrique à l'Est s'affaiblissant. Elle rencontre des eaux plus froides dû à son précédent passage. Puis, aspiré par un cyclone extratropical au large de Terre-Neuve, elle accélère vers le Nord Est. Elle se renforce en ouragan le 16 septembre. Elle sera absorbée par le cyclone le lendemain.

### Ouragan Gordon
Une onde tropicale traverse l'Atlantique à partir du 4 septembre. Elle ne parvient à s'organiser en dépression tropicale Onze que le 14 septembre, à l'Est du Yucatan, mais pratiquement sur les terres. La dépression traverse la péninsule, puis tourne au Nord Est. Au-dessus des eaux du Golfe du Mexique, elle s'intensifie en Tempête tropicale, nommé Gordon, le 16. Elle atteint le statut d'ouragan le 17, mais le soir même, elle commence à s'affaiblir. Gordon touche terre le lendemain, à Cedar Key. Devenu un cyclone extratropical, Gordon continuera à traverser l'Est des États-Unis.
La dépression tropicale, futur Gordon, tuera 23 personnes au Guatemala dans des inondations, et 1 personnes en Floride. Il n'existe pas de données chiffrées des dommages au Guatemala. En Floride, l'estimation est de 10,8 millions de dollars.

### Tempête tropicale Helene
Une onde tropicale, qui a quitté l'Afrique le 10 septembre, se structure en dépression tropicale le 15 septembre. Elle dégénère pourtant le lendemain en onde tropicale. Continuant vers l'Ouest, l'onde traverse les Antilles. Tard le 19, elle redevient une dépression tropicale, puis touche Cuba à Pinar del Río. S'orientant plus franchement au Nord, le nom d'Helene peut finalement lui être attribué le 21 alors qu'elle traverse le Golfe du Mexique. Elle atteindra un premier pic d'intensité le 22, avant de toucher terre à Fort Walton Beach. Tournant à l'Est, elle traverse les États-Unis pour rejoindre l'Atlantique le 23. Helene s'intensifie de nouveau, et, curieusement, deviendra encore plus creuse qu'elle ne l'était au-dessus du Golfe du Mexique, manquant de peu la classification en ouragan.

### Ouragan Isaac
Une puissante onde tropicale quitte l'Afrique le 20 septembre. La circulation cyclonique s'organise aisément, définissant la dépression tropicale Treize le 21. Quelques heures plus tard, elle s'intensifie en tempête tropicale, et le nom d’Isaac lui est attribué. Sa direction, initialement orientée à l'Ouest puis tournant progressivement au Nord Est, est dictée par la présence de l'anticyclone des Açores. Il se creuse rapidement, sa pression chutant à un moment de 40 hPa en 24 heures, pour devenir ouragan de catégorie 3 le 24 septembre. Le cisaillement du vent l'affaiblit temporairement le soir même. Il recommence une nouvelle phase d'intensification, plus graduelle, à partir du 26 pour atteindre son pic d'intensité le 28. Sa remontée vers le Nord l'affaiblit, et le 1er octobre, il est redevenu une tempête tropicale. Il sera suivi juste qu'au 4, où il sera absorbé par le système dépressionnaire islandais.
Les vagues générées par Isaac feront chavirer un navire, et un homme se noiera.

### Ouragan Joyce
Une onde tropicale faiblement organisée traverse, derrière le futur ouragan Isaac, l'Atlantique à partir du 22 septembre. Elle devient le 25 la dépression tropicale Quatorze, et devient la tempête tropicale Joyce le lendemain. Elle connait alors le creusement « parfait », se renforçant sans interruption jusqu'au 28. Il s'affaiblit en suite graduellement jusqu'à redevenir une tempête tropicale. Le 1er octobre, redevenu une dépression tropicale, Joyce traverse les Petites Antilles. Le lendemain, la circulation cyclonique sera rompue.
Joyce n'aura aucune conséquence aux Antilles. 

### Ouragan Keith
Une onde tropicale, qui précède celle qui sera l'ouragan Isaac, s'organise en dépression tropicale à 110 kilomètres au Nord du cap Gracias a Dios. Se dirigeant vers l'Ouest, elle devient la tempête tropicale Keith. Son déplacement très lent lui permet alors de rester au-dessus des eaux chaudes de la mer des Caraïbes. Un creusement très rapide se produit alors, et Keith perd jusqu'à 40 hectopascals en 24 heures. Elle tente un premier débarquement, le mur de l'œil passant au-dessus de Caye Caulker. Mais Keith se voit obligé de longer la côte du Belize et elle s'affaiblit rapidement. Elle touche réellement terre le 3 octobre à 45 kilomètres au Nord de Belize City. Traversant le Yucatan, elle arrive au-dessus du golfe du Mexique. Se creusant de nouveau, elle touchera une dernière fois terre à 40 kilomètres au Nord de Tampico en tant qu'ouragan de catégorie 1.
Keith a tué 24 personnes. Les données monétaires sur ses dégâts sont uniquement connus pour le Belize, environ 225 millions de dollars.

### Tempête tropicale Leslie
Une onde tropicale, peut être issue d'une partie de l'onde tropicale qui donnera naissance à l'ouragan Isaac, forme la dépression subtropicale Un au-dessus de la côte Est de la Floride la 4 octobre. Elle acquiert le 5 des caractéristiques tropicales, et est requalifiée de tempête tropicale Leslie à 370 kilomètres de Saint Augustine (Floride). Elle ne se creusera cependant jamais. Leslie remonte vers le Nord est à partir du 6, et dès le lendemain, elle est devenue extratropicale.
Leslie, restant en mer tout au long de son existence, n'aura eu aucun impact. Cependant, la perturbation initiale, durant sa traversée de la Floride, a été responsable de 3 morts, dont 2 par noyade, et d'environ 700 millions de dollars de dégâts.

### Ouragan Michael
Un creux barométrique d'altitude se maintient au-dessus de l'Atlantique, le long de la côte Est des États-Unis. Il se forme alors une dépression subtropicale le 15, qui devient une tempête subtropicale quelques heures plus tard. Restant pratiquement stationnaire, La tempête prend le 17 des caractéristiques tropicales et est nommé Michael. Elle remonte vers le Nord Est et s'intensifie rapidement. Il devient brièvement le 19 un ouragan de catégorie 2, puis touchera Terre-Neuve dans la soirée.
À Terre-Neuve, les dégâts furent légers, et aucune victime ne fut rapportée.

### Tempête tropicale Nadine
Une onde tropicale donne naissance le 19 octobre à 1 100 kilomètres à l'Est Sud Est des Bermudes, à la dépression tropicale Seize. Se déplaçant vers le Nord, puis vers le Nord Ouest, elle rencontre des conditions favorables. Devenu le 20 la tempête tropicale Nadine, elle atteint son pic d'intensité le lendemain. Mais elle s'affaiblit alors rapidement, et devient une faible dépression extratropicale le 22.
Nadine n'aura aucune conséquence sur les terres.

### Tempête subtropicale Sans Nom
Une tempête subtropicale se forme à partir d'une dépression extratropicale le 25 octobre. Elle est alors au-dessus des Bahamas. Elle s'oriente globalement au Nord sans intensification notable. Elle est devenue extratropicale plusieurs centaines de kilomètres au sud de la Nouvelle-Écosse sans toucher terre. Elle était la dernière tempête subtropicale confirmée avant que le baptême systématique de ces systèmes n'intervienne en 2002. Si elle avait été nommée, elle aurait été Tempête tropicale Oscar.